# Alessio Figalli
Alessio Figalli (Roma, 2 de abril de 1984) es un matemático y catedrático universitario italiano, galardonado con la Medalla Fields en 2018.

## Biografía
Figalli finalizó la carrera de Matemáticas en la Scuola Normale Superiore di Pisa en 2006, y al año siguiente completó su doctorado en la misma institución, bajo la supervisión de Luigi Ambrosio y también bajo Cédric Villani, también medallista Fields, en la École Normale Supérieure de Lyon. En 2007 ocupó una plaza en el CNRS francés, y en 2008 obtuvo la cátedra Hadamard en la École polytechnique. Al año siguiente se trasladó a la Universidad de Texas en Austin como profesor titular, y en 2011, fue nombrado catedrático de esa universidad. Desde 2016 es catedrático de la Escuela Politécnica Federal de Zúrich.
Figalli es un experto en el cálculo de variaciones y ecuaciones en derivadas parciales. Su área de investigación es el análisis. Ha realizado "trabajos muy profundos en el cálculo de variaciones y las ecuaciones en derivadas parciales". Figalli ha realizado contribuciones fundamentales a la llamada teoría de regularidad del problema del transporte óptimo. Esta cuestión consiste en distribuir recursos de forma que el coste de un cierto proceso sea el menor posible. Por ejemplo, la transmisión de oxígeno a las células o la distribución de mercancías entre un almacén central de una cadena y todos sus supermercados. También ha trabajado en una ecuación de Monge-Ampère, una expresión propuesta a finales del siglo XVIII, que ha resultado tener inesperadas aplicaciones a la teoría de cuerdas.
Ha sido galardonado con el Premio Cours Peccot en 2012, el Premio de la Sociedad Matemática Europea en 2012, la Medalla Stampacchia en 2015, el Premio Feltrinelli en 2017 y en 2018 lo ha sido con la Medalla Fields junto con los catedráticos Peter Scholze de la Universidad de Bonn (Alemania), Akshay Venkatesh de la Universidad de Stanford (Estados Unidos) y Caucher Birkar de la Universidad de Cambridge (Reino Unido).